# James Mill
James Mill (født 6. april 1773, død 23. juni 1836 ) var en skotsk økonom og filosof, der befandt sig i kredsen omkring utilitarismens fader Jeremy Bentham. Han regnes blandt de allerførste utilitarister, dog regnes hans bidrag til systemet for at være begrænset. Hans berømmelse skyldes nok i højere grad, at han var fader til filosoffen John Stuart Mill som viste sig at få enorm betydning for utilitarismen.
| filosofi | Spire Denne filosofiartikel er en spire som bør udbygges. Du er velkommen til at hjælpe Wikipedia ved at udvide den. |

| Økonomi | Spire Denne artikel om økonomi er en spire som bør udbygges. Du er velkommen til at hjælpe Wikipedia ved at udvide den. |